# Основни гасни закони
Основни гасни закони, закони идеалних гасова, је скуп закона који описују однос између термодинамичке температуре (T), притиска (P) и запремине (V) гасова. Они су збирка правила, која су откривена између касне Ренесансе и раног 19. век а.
При разматрању дејства било каквог притиска (атмосферског, воденог или гасова које организам користи при дисању), а који делује на људско тело морају се узети у обзир сви закони физике, везано за ову материју, како би се њиховом правилном применом у пракси обезбедила и одржала стална равнотежа притиска који делује на организам човека.
Ваздушно пространство које окружује Земљину површину, укључујући ту и нама све доступнији свемир, састоји се од материје и од енергије. Свака природна појава везана је за промену облика материје. Физика проучава кретање материје у природи и узајамно дејство различитих облика метерије и енергије. У једном кубном сантиметру гаса на температури од 0 °C и при притиску од 1 атмосфере налази се преко 2,7×10¹³, молекула који садрже два или више атома.

## Примена гасних закона у медицини
За хипербаричну, поморску и ваздухопловну медицину посебно је значајно познавање оног дела физике који проучава понашање гасова, принципе деловања силе потиска у течностима и начине на који се врши размена топлоте и простире светлост и звук.
Извесне физичке особине гасова, посебо су значајне при разним променама притиска и састава гасова земљине атмосфере, јер могу испољити разне утицаје на летачке и ронилачке активности и организам пилота и ронилаца. Људско тело нормално функционише само ако је разлика у притиску у њему и изван њега мала. Зато се у току летења или роњења, без обзира на висину (у атмосфери) или дубину (у води), мора увек обезедити равнотежа у дејству притиска гасова на организам пилота, астронаута и рониоца.
Кључна улога у механизму деловања хипербаричне оксигенације, (на којој се заснива хипербарична медицина), у организму припада повишеном притиску који представља главни ефективни принцип и модулатор у том процесу. Вредност притиска преодређује степен растворљивости гасова у плазми, и заједно са другим факторима (температура, степен растворљивости, заступљеност неког гаса у гасној смеши итд) условљава праметре спољашње средине, а према томе и промене у унутрашњости организма, представљајући стартни моменат за развој наредних догађаја. 
Познавање основних гасних закона од посебног је значајан за правилан рад лекара хиперберичне и подводне и ваздухопловне медицине, који у свом раду користе стални избор режима (притиска, експозиције, температуре, сатурације итд) гасова, било да се ради о лечењу болесника, селекцији кандидата за специјалне дужности или примени превентивних мера у заштити здравља ронилаца и пилота.

## Бојл-Мариотов закон
Бојлов закон  је један од гасних закона, који је назив добио по ирском природњаку Роберту Бојлу. Како је у изради овог закона учествовао и француски физичар Едму Мариоту често се у пракси он назива и Бојл-Мариотов закон. Закон је применљив на сва гасовита тела која се понашају приближно као „идеални гасови“.
Извођење закона;
{\displaystyle \qquad \qquad pV=k(const)}
где је:
- V je запремина гаса
- p je притисак гаса
- k је константа (const)

Вредност константе-(const) k је израчуната из мерења запремине и притиска стално исте количине гаса. Након промене у систему, најчешће присилном променом у обиму цеви које садржи исту количину гаса, нови обим и нови притисак се мере. Резултат израчунатог логаритама новог притиска и новог обима би требало да буду оригинална вредност k константе (const). Запремина V и притисак p су обрнуто пропорционални: већи обим значи мањи притисак, те мањи обим значи већи притисак.
Ако се запремина повећава
{\displaystyle \qquad \qquad p1_{V}1=k(const)}
{\displaystyle \qquad \qquad V_{1}>V=>P_{1}<P}
Значи да је производ притиска и запремине такође једнак константи:
{\displaystyle \qquad \qquad p_{V}=k(const)} 
 или
{\displaystyle \qquad p_{1}V_{1}=p_{2}V_{2}}
У пракси се ова једначина решава на начин да се из једначине испод одреди дејство промена у другој једначини. 
{\displaystyle \qquad p_{2}=p_{1}V_{1}/V_{2}}

#### Примена у медицини
- При удисању атмосферског ваздуха, са ширењем грудног коша повећава се запремина грудне шупљине. Дакле, притисак у грудној шупљина се смањује. Атмосферски притисак се не мења, те ваздух, при удаху, прелази из области са већим притиском (атмосфера) у област са мањим притиском (грудна шупљина).
- Обрнут процес се одвија при издисању, када се запремина грудне шупљине смањује, и повећава притиска у њој, што дооводи до струјања ваздуха у супротном смеру.

## Хенријев закон
Гасови се у природи не налазе само као слободни, већ се често налазе и растворени у разним течностима, што доказује загревање воде, у којој се после извесног времена јављају мехурићи неког гаса, раствореног у њој.
Гасови растворени у течности задржавају своје особине, и врше притисак на зид суда у коме се налазе и поред тога што су апсорбовани или растворени. Колико ће се гаса растворити у некој течности зависи од парцијалног притиска, који гас врши на површину течности, и температуре. 

#### Примена у медицини и роњењу
Овај закон има велику примену у хипербаричној медицини и роњењу где се гасови који се удишу под повишеним притиском растварају у организму, који се преко 70% састоји од течности.
На растварање гасова у организму који се излаже хипербаричним условима у барокомори утичу два фактора;
1. Притисак;
- пораст притиска - ако у барокомори, у којој се налази човек, повећавамо притисак, онда ће се ваздух из барокоморе полако растварати у течностима организма (крв, лимфа, ликвор итд) све до одређене количине која представља максимално засићење течности за тај притисак (сатурација).
- смањење притиска - ако у барокомори у којој се налази човек смањујемо притисак, из ткивних течности се издваја гас, како би се поново постигао притисак околине. Уколико се притисак смањује полако, гас се издваја без икаквих проблема, међутим, уколико се промена притиска врши убрзано, молекули гаса се групишу и формирају гасне мехуриће.

2. Температура - повећањем температуре убрзава се ослобађање гаса јер се смањује простор између молекула течности где се налази растворени гас. Пример за ово је појава мехурића у води пре њеног кључања. Међутим, због скоро константне температуре организма, њен утицај на апсорпцију гасова је занемарљив, али зато промена температуре ваздуха у барокомори може да утиче на промену телесне температуре.
Растворљивост гасова у течностима организма зависи од;
- Притиска гаса изнад течности, (већи притисак већа растворљивост)
- Трајања контакта, (ако је болесник у барокомори дуже изложена повишеном притиску у његовом телу ће се постићи већа концентрације кисеоника - дужи контакт веће растврљивост), или код рониоца веће растварање азота у мишићима.
- Температуре течности, (виша температура течности, брже кретања молекула, већа растворљивост гаса).
- Величине контактне површине између гаса и течности, (ако су две идентичне течности са различитом површином изложене увећаном притиску гаса, он ће брже постићи засићење у течности са већом површином).
- Афинитет течности за неки гас (коефицијент растворљивости).

Сумирајући повезаност између гасова, течности, температуре и притиска, Хенријев закон најбоље објашњава физичке принципе за хипербаричну оксигенацију: количина 100% кисеоника која ће се растворити у течностима у организму, на датој температури је директно пропорционална парцијалном притиску тог гаса. Или што је атмосферски притисак већи, више кисеоника ће се растворити у телесним течностима него што се то догађа на нормобаричном притиску.
Гасови у смеши гасова које ронилац удише, раствориће се у у течностима његовог тела сразмерно парцијалном притиску појединих гасова у смеши. Услед различите растворљивости појединих гасова, за сваки од њих понаособ, количина која ће се растворити зависиће такође од времена у току кога ронилац удише гас при повећаном притиску, и у зависности од врсте гаса, наступа након 8 до 24 часа.
Растварање гасова у организму нема утицаја на дисање при нормалном атмфосферском притиску, али је веома битно за рониоце када гасове удишу помоћу ронилачког апарата, и посебно се односи на период изрона. Било која количина гаса који се растворио у телу рониоца, на било којој дубини и притиску, остаће једнака све док се притисак не промени. Ако ронилац почне да израња, тада је притисак у плућима мањи него што је био код зарона (због смањења дубине, смањује се и притисак околине), и растворени гасови теже се издвоје из ткива. Уколико се нагло израња, без употребе таблица, гасови из ваздуха (у чему предњачи азот) не могу да се издвоје довољно брзо и они формирају мехуриће, што може довести до појаве декомпресионе болести. Зато се брзина изрона контролише употребом декомпресионих таблица, што омогућава да се издвојени гас поступно доведе до плућа и издахне, пре него што дође до његовог нагомилавања у толикој мери да омогући формирање мехурића у ткивима.
Промена парцијалног притиска и температуре гасне смеше (нпр. кисеоника, угљен-диоксида, водоника), у организму, најбоље показује како гасни закони, утичу на промену физиолошких фактора који смањују афинитет хемоглобина за кисеоник, померајући криву засићења оксихемоглобина. Када се вредности једног од ових фактора промени, настаје супротан ефекат и крива засићења оксихемоглобина се помера (улево или удесно). 
Пример (види слику);
- Црна линија приказује нормалну криву засићења оксихемоглобина,
- Црвена линија, криву засићења оксихемоглобина;

- код особе са повећаним парцијалним притиском угљен-диоксида, (који има већи коефицијент растворљивости од кисеоника)
- код врло киселе крви, (са концентрацијом водоника преко 80 /) и
- повишеном телесном температуром, изнад 37°.

- Зелена линија приказује криву засићења оксихемоглобина;

- код особе чије је тело у хипотермији, (расхлађено на температуру од само 30°C) и
- изложено нижем парцијалном притиску кисеоника и угљен-диоксида у крви (нпр. на висини) код које је крива дисоцијације померена улево.

## Далтонов закон
Далтонов закон је општи закон о гасовима и објашњава понашање гасова не разматрајући чињеницу да су они најчешће мешавина која је састављена од више гасова.

У основи ово значи да сваки гас у мешавини делује независно од других гасова. Притисак сваког гаса у мешавини називамо парцијални притисак, а његова висина зависи од количине тог гаса и укупног притиска: 
{\displaystyle \qquad P(ukupni\ pritisak)=P1+P2+P3...Pn}
Парцијални притисак, појединачно сваког гаса у мешавине може се израчунати помоћу формуле;
{\displaystyle \qquad A=a*P/100}
- А - делимични притисак
- а - проценат гаса у мешавини
- P- апсолутни притисак гасне мешавине

### Примена у медицини
Парцијални (делимични) притисак сваког гаса у мешавини сразмеран је броју молекула тог гаса у укупној запремини коју заузима смеша. Ако узмемо у обзир (занемарујући остале гасове, који су заступљени само са 1%), да је атмосферски ваздух састављен из 21 молекула кисеоника и 79 молекула азота, онда би на притиску ваздуха од 1 atm добили да је за кисеоник (индекс 1);
1 = (21/100)P = 0,21 atm = 159,6 mmHg = 2,127 104 
а за азот (индекс 2);
2 = (79/100)P = 0,79 atm = 604,4 mmHg = 8,003 104 
Ако урачунамо и гасове којих има мало у ваздуху, нека то буде угљен-диоксид, кога има 0,03%, па би (индекс 3) био;
3 = (0,03/100)P = 0,0003 atm = 0,228 mmHg = 39,39 Pa
Размотримо шта се дешава са овом смешом на дубини од 40 метара где влада притисак 2 =4,87  = 3701,2 mmHg.
Компресор на броду захвата атмосферски ваздух и доставља га рониоцу под притиском који је довољан да савлада притисак средине у којој се ронилац налази. Састав ваздуха се није променио (20,95% кисеоник, 79,2% азот и 0,03% угљен-диоксид) али количина ваздуха коју ронилац удахне при сваком удисају је скоро пет пута већа, од оне коју удахне када се налази на површини у слободној атмосфери. На притиску P2 = 4,87 atm у јединици запремине налази се много већи број молекула азота и угљен-диоксида него на притиску 1= 1 atm.
Парцијални притисци на дубини од 40 метара и притиску од P 2 =4,87  = 3701,2 mmHg су;
кисеоника, 
1 (20,95/100) P2 = (21/100) = 4,87  = 1.020 атм = 775,40 mmHg
азота,
2 (79,02/100) 2 = (79,02/100) = 4,87  = 3.848 atm = 2.924,69 mmHg 
На основу овог израчунавања, јасно је да ронилац на дубини удише већи број молекула кисеоника од оног који би удахнуо, када би удисао 100% кисеоник (на притиску од 1 = 760 mmHg који влада на површини).
Тако он удише скоро пет пута више молекула угљен-диоксида, него што би удисао на обичном ваздуху. Ако је атмосферски ваздух загађен са 2% (0,02 atm ) угљен-диоксида, ниво на који се на површини мора организам одмах прилагођава, његов парцијални притисак на дубини од 40 метара биће опасно висок:
3 (2/100) 4,87 atm = 0.0974 atm = 0.1 atm
јер релативни удео угљен-диоксида не зависи од притиска коме је подвргнута смеша у целини.
Дифузија гасова је спонтани процес ширења и мешања гасова. Молекули свих гасова непрестано се слободно крећу у свим правцима и како нема повлашћених праваца, равномерно се распоређују по целокупној запремини суда у коме се налазе. Због тога се сви гасови спонтано шире, пролазе кроз отворе и потпуно мешају, а смеша је хомогена, па је зато притисак исти у свим тачкама запремине суда у коме се гас налази.
Количина појединог гаса који пролази кроз порозну мембрану  зависи од особина мембране и од парцијалног притиска гаса са обе стране мембране. Ако је парцијални притисак већи, са једне стране мембране него са друге, молекули гаса дифундоваће кроз мембрану у смеру нижег парцијалног притиска све док се парцијални притисци са обе стране мембране не изједначе. Заправо, молекули се непрестано крећу кроз мембрану у оба смера, али је већи број оних који се крећу у смеру од више ка нижој концентрацији.
Многа ткива човека понашају се као порозна мембрана. Због тога при одређивању апсорпције и елиминације гасова приликом израчунавања, декомпресионих таблица, важно да се разматра и брзина дифузије гасова која зависи од парцијалних притисака.

## Шарлов закон
При сталној запремини гаса, притисак је сразмеран температури и густини .
{\displaystyle {\frac {P}{T}}=k(const)}
Где је 
P је притисак гаса.
T је температура гаса (измерена у Келвинима).
k је константа.
У другим детаљнијим дефиницијама, однос између масе гаса при константном притиску је обрнуто пропорционалан температури која се доводи у систем, који се даље може користити одређивањем система где {\displaystyle \alpha } представља кубно ширење гаса, а {\displaystyle \theta }, представља температуру измерену у Келвиновом мерном систему (у келвинима):
{\displaystyle V\varpropto T}
{\displaystyle \ V=V_{o}(1+\alpha \theta )}
Како би се одржала константа к, током загревања гаса при константном притиску, запремина се мора повећавати. Слично томе, хлађење гаса смањиће запремину. Тачна вредност константе не треба бити позната како би користили овај закон за упоређивање запремине гасова при једнаком притиску:
{\displaystyle {\frac {V_{1}}{T_{1}}}={\frac {V_{2}}{T_{2}}}\qquad \mathrm {or} \qquad {\frac {V_{2}}{V_{1}}}={\frac {T_{2}}{T_{1}}}\qquad \mathrm {or} \qquad V_{1}\cdot T_{2}=V_{2}\cdot T_{1}}.
Дакле, како се температура повећава, запремина гаса се повећава.

#### Примена у медицини
Код пуњења ронилачких боца, повећањем притиска долази до повећања температуре у боци те падом притиска долази до пада температуре у боци. Након пуњења боце компримованим ваздухом поступним смањењем околне температуре или температуре боце смањује се и притисак у боци.
У хипербаричним центрима са потрошњом кисеоника из боца долази до смањења запремине гаса, који лакше преузима топлоту из ваздуха и загрева се, па се може јавити парадокс пораста притиска на манометрима контроле протока због пораста температуре која подиже притисак кисеоника у кисеоничком систему.